# Barbara McNair
Barbara Jean McNair, née le 4 mars 1934 à Chicago (Illinois) et morte le 4 février 2007 à Los Angeles (Californie), est une actrice et chanteuse américaine.

## Biographie

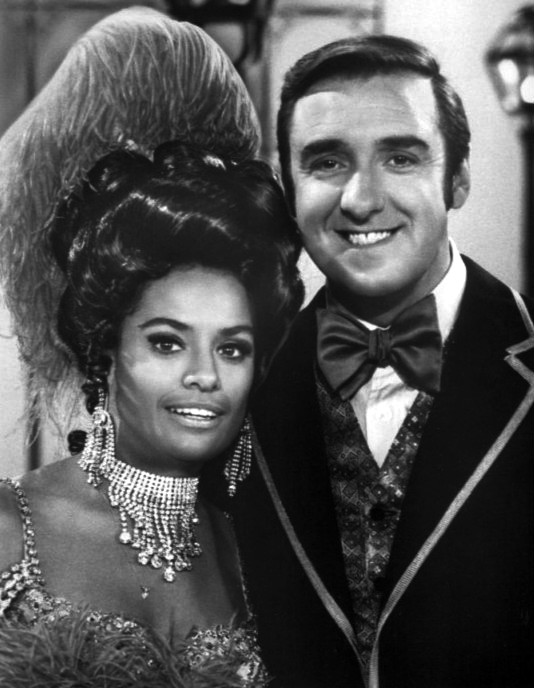
Barbara McNair et Jim Nabors en 1970.

## Discographie
- Front Row Center (Coral CRL57209, 1959)
- The Livin’ End (Warner WS 1570, 1964)
- I Enjoy Being A Girl (Warner WS 1541, 1966)
- Here I Am (Motown MS-644, novembre 1966)
- The Real Barbara McNair (Motown MS-680, avril 1969)
- More Today Than Yesterday (Audio Fidelity – AFSD 6222, 1969

## Filmographie
- 1968 : Ramenez-le mort ou vif ! (If He Hollers Let Him Go) de Charles Martin
- 1969 : Venus in Furs de Jesús Franco
- 1970 : Appelez-moi Monsieur Tibbs de Gordon Douglas
- 1971 : L'Organisation (The Organization) de Don Medford
- 1973 : Mission impossible: Jena Cole (saisons 7 épisode 22)